# Herb gminy Nowy Targ
Herb gminy Nowy Targ – jeden z symboli gminy Nowy Targ, ustanowiony 27 maja 2014.

## Wygląd i symbolika
Herb przedstawia na tarczy  w polu błękitnym, figurę Matki Bożej Ludźmierskiej złotą, po prawej rogacinę srebrną w słup u dołu rozłuczoną, a po lewej półtora krzyża srebrnego.